# Jolla
Jolla est une entreprise finlandaise de téléphonie mobile, situé dans le quartier de Jussinkylä, à Tampere et fondée par une équipe d'anciens ingénieurs et cadres de Nokia. Le centre de recherche et développement de la compagnie est basé à Tampere aussi.
Cette société propose depuis novembre 2013, des téléphones basés sur le système d'exploitation Sailfish OS reprenant les principes du Nokia N9 : une base dérivée de MeeGo utilisant l'API Qt et y ajoute une compatibilité binaire à l'environnement de la glibc avec l'API d'Android, à la fois au niveau des applications et des pilotes de périphérique en créant Hybris.
En 2024, à la suite de l'invasion de l'Ukraine par la Russie, la société Jolla se met en faillite et transfère ses actifs et compétences à JollyBoys, nouvelle société créée pour poursuivre le projet, sans avoir d'investissement Russe à son capital.

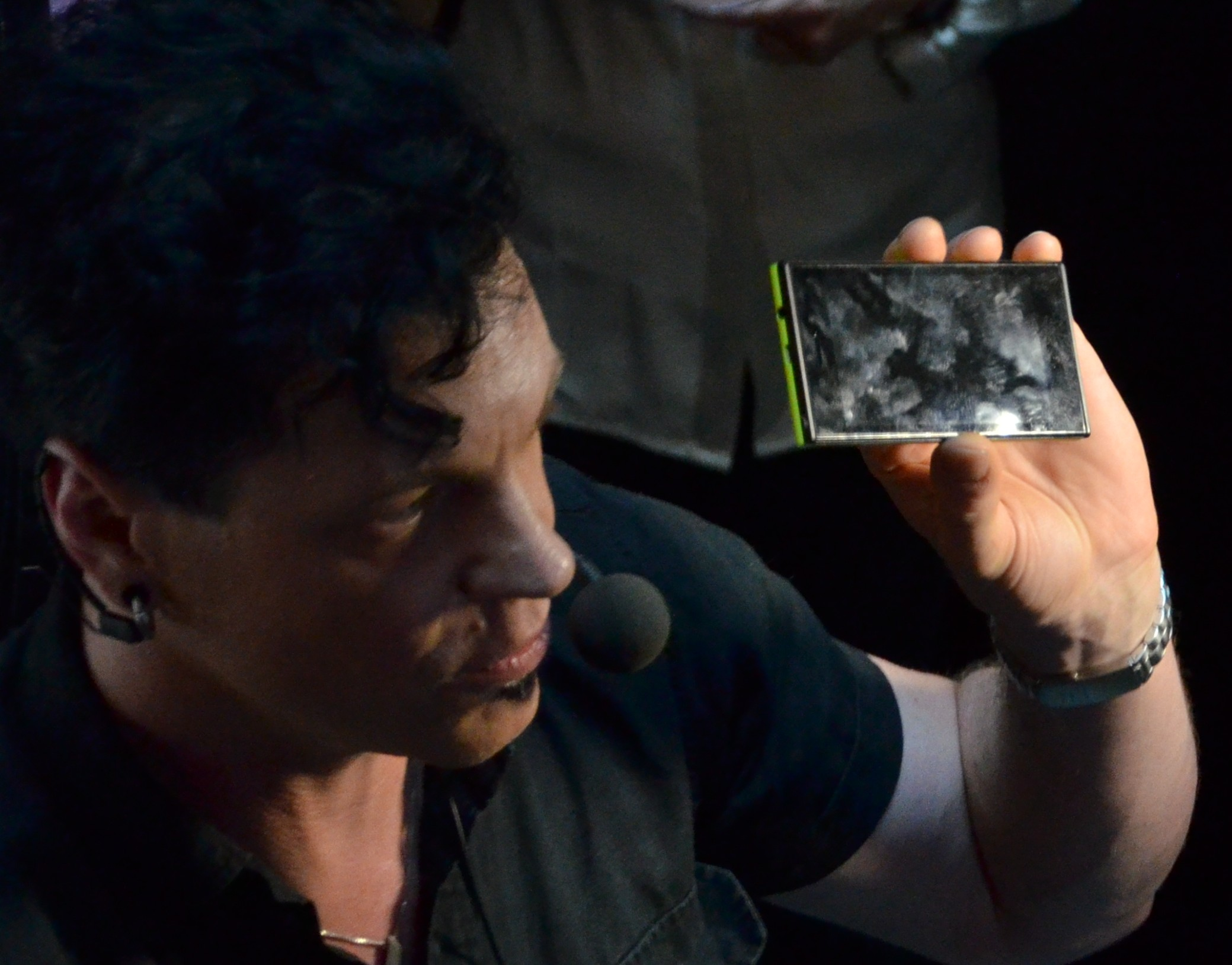
Marc Dillon présente le smartphone Jolla lors du "Jolla Love Day" à l'hôtel Klaus K (Helsinki).

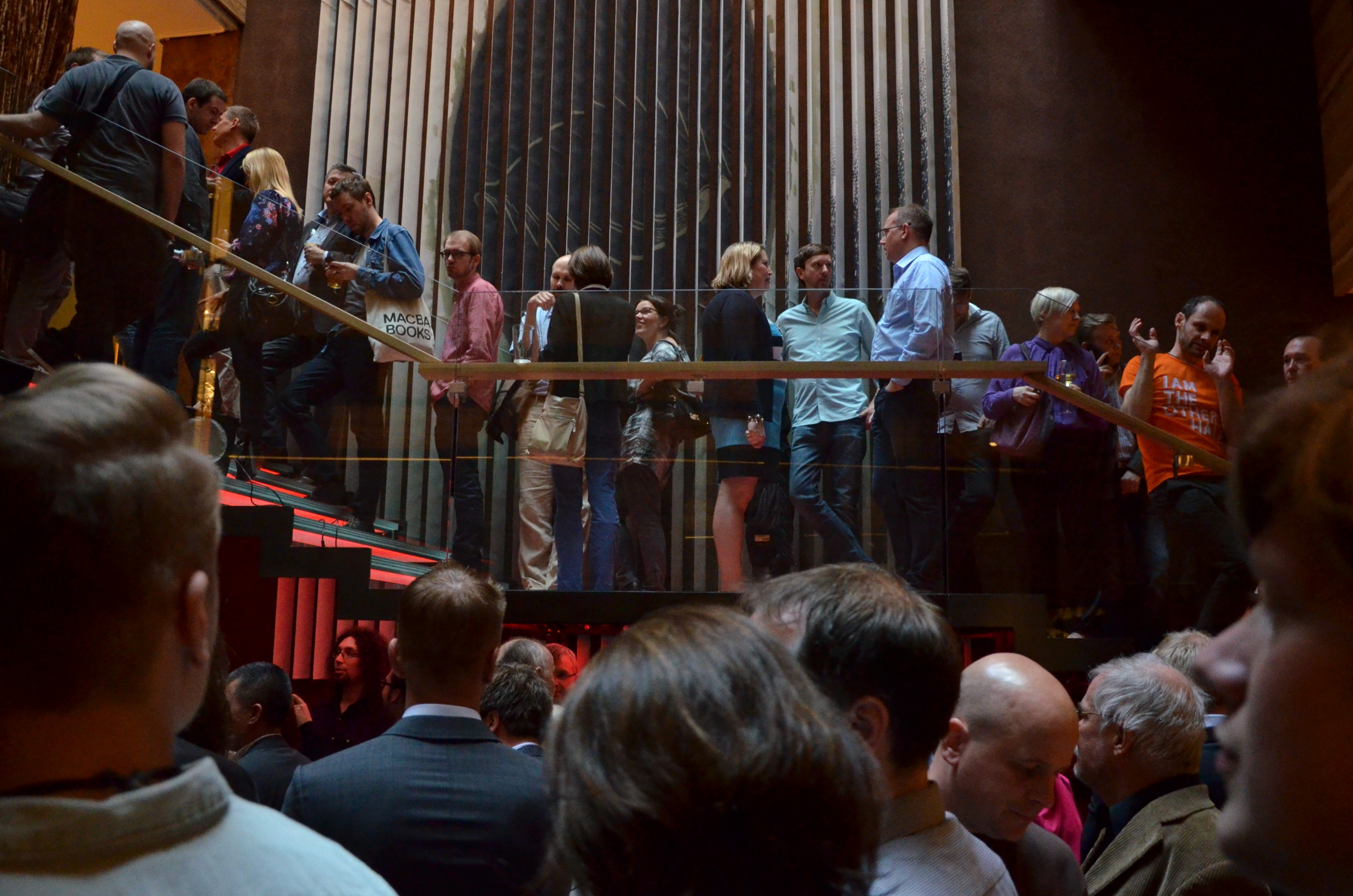
Foule attendant de pouvoir toucher au premier exemplaire rendu public